# Aqueduc de Nottolini
L'Aqueduc de Nottolini est un aqueduc néoclassique historique se trouvant près de la ville de Lucques, en Toscane, en Italie. Dès le milieu du XIXe siècle, la structure nouvelle amenait de l'eau à Lucques des montagnes au sud de la ville par un tunnel de pierre supporté par plus de 400 arches, s'étendant sur plus de 3 kilomètres. Il remplaçait un aqueduc romain. Cet ouvrage est maintenant interrompu par l'autoroute A11 de Florence à Pise. 

L'aqueduc

## Construction

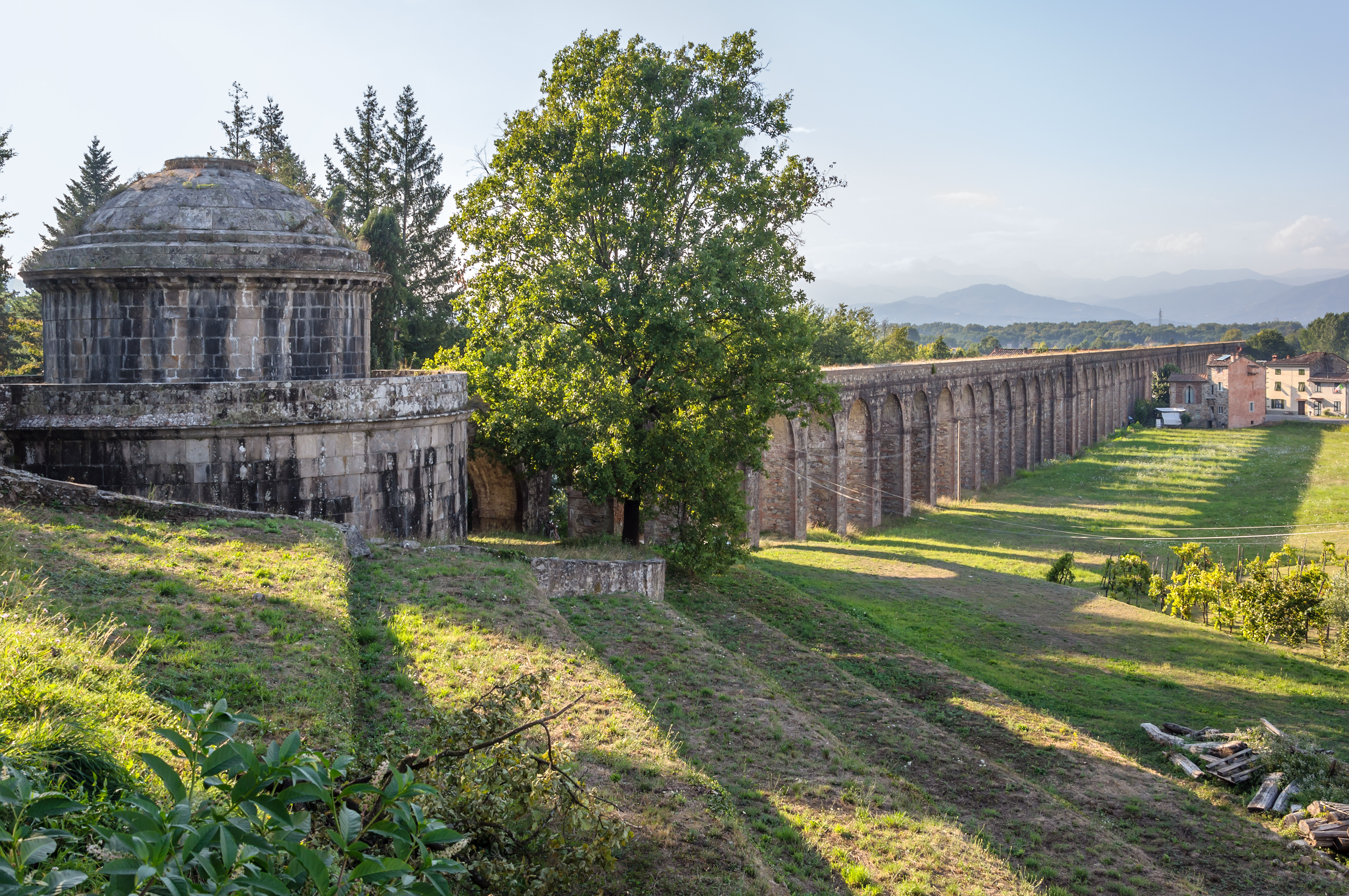
Temple-citerne de Guamo et les premières arches

Alors que les arches de l'aqueduc sont souvent confondues avec celles d'un ancien aqueduc Romain, la construction de l'aqueduc a en fait commencé en 1823 par l'architecte Lorenzo Nottolini, sous le règne de Maria Luisa d'Etrurie, Duchesse de Lucques. La construction s'est poursuivie jusqu'en 1832. Dans les pentes du Monte di Vorno, dix-huit sources ont été acheminées à travers les tunnels rocheux et purifiées des fragments rocheux par un système de dalles, jusqu'à un dôme circulaire en pierre temple-citerne (
43° 48′ 27″ N, 10° 31′ 15″ E
), situé près de San Quirico dans la frazione (hameau) de Guamo.

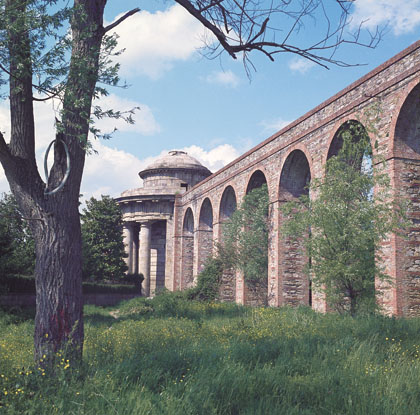
L'aqueduc et le temple-réservoir de San Concordio

L'eau était ensuite acheminée vers le nord par le biais de conduits couverts en pierre jusqu'au temple-réservoir de San Concordio (
43° 50′ 09″ N, 10° 30′ 32″ E
), juste à l'extérieur de l'enceinte fortifiée de Lucques. Les arches ont été principalement construites avec des briques.
Du réservoir de San Concordio, l'eau potable était amenée aux fontaines de la ville, avec d'abord la fontaine circulaire de Piazza Antelminelli proche de la Cathédrale de Lucques.
Quand il a été inauguré à la fin des travaux vers 1834, le débit de l'eau était régi entièrement par gravité. 
L'interruption de l'aqueduc est survenu lors de la construction de l'autoroute par le gouvernement de Benito Mussolini dans les années 1928-1932. L'ensemble pose problème au XXIe siècle pour la maintenance du patrimoine dans la partie en dehors de la ville de Lucques : par la traversée initiale du fortin en prototype de conduite forcée (les conduits de fer ont permis l'étanchéité pour un faible dénivelé au XIXe siècle par expansion et contraction du métal), aujourd'hui entretenu en parc public . 